# دومین جنگ صلیبی سوئد
جنگ صلیبی دوم سوئد (به انگلیسی: Second Swedish Crusade)یک لشکرکشی احتمالی نظامی سوئدی در قرن سیزدهم علیه تاوستیان، در فنلاند کنونی، به رهبری بیرگر جارل بود. دربارهٔ بسیاری از جزئیات این جنگ صلیبی بحث‌های وجود دارد. پس از جنگ صلیبی، تاوستیان به تدریج تحت حکومت کلیسای کاتولیک و پادشاهی سوئد قرار گرفت.

## تاریخ تاوستیا

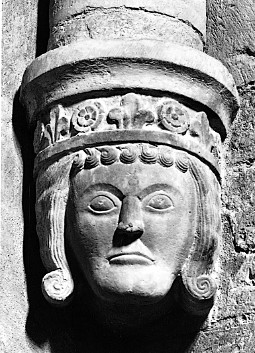
سر مجسمه در کلیسای وارنهم، بیرگر جارل، رهبر جنگهای صلیبی

تاوستیان از اوایل عصر حجر ساکن سرزمین کنونی فنلاند بوده‌اند. منطقه اصلی تواستیا باستان در حوالی دریاچه واناجاوسی شکل گرفته‌است. مثالی از حضور تاوستیان در عصر آهن، تپه‌هایی است که در جهت جنوب-شمال در حوالی هامنلینا ایجاد شده‌است. بر روی این تپه‌ها قله‌های متعددی ساختع شده بود در منابع تاریخی اولین بار از تاوستیان در سال ۱۰۴۲ یاد شده‌است.
احتمالاً قدیمی‌ترین جاده شناخته شده فنلاند (جاده گاو تواستیا) را با ساحل غربی فنلاند متصل می‌کند. اولین نشانه‌های مسیحیت را می‌توان مربوط به قرن یازدهم دانست.
تاریخ‌نگار ولیکی نووگورود تواستیان را در درگیری‌های مکرر با نوگورود و کارلیان و همچنین سایر فنلاندی‌های بالتیک از قرن ۱۱ تا ۱۴ توصیف می‌کنند. جنگ صلیبی دوم سوئد به فنلاند احتمالاً در سال ۱۲۹۳ فرایندی را آغاز کرد که تواستیا را به بخشی از پادشاهی سوئد تبدیل کرد.

### پیشینه
سوئد از ابتدای قرن سیزدهم شروع به مستعمره نمودن فنلاند کرد، در سال ۱۲۲۰، سوئد سعی کرد در جنگهای صلیبی بالتیک شرکت کند، اما نتوانست جای خود را در استونی حفظ کند. یادداشتهایی از افراد کلیسایی سوئدی در سال ۱۲۳۰ در تواستیا وجود دارد که احتمالاً توسط اسقف فنلاند به نام توماس نوشته شده‌است. مسیحیت داشت به آرامی در فنلاند جای خود را باز می‌کرد که ظاهراً با واکنش شدید علیه مبلغین مسیحی روبرو شد، و در سال ۱۲۳۷، پاپ گریگوری نهم فراخوان جنگ صلیبی برای سوئدی‌ها علیه «مرتدان و بربرها» فرستاد.